# トリック・ウィリアムズ
マトリック・モンドレ・ベルトン（Matrick Mondre Belton, 1994年5月26日 - ）は、アメリカ合衆国サウスカロライナ州コロンビア出身のプロレスラー。WWEにてトリック・ウィリアムズ（Trick Williams）のリングネームで所属。

## 経歴

### アメリカンフットボール選手時代
ハンプトン大学で1年間、サウスカロライナ大学で2年間ワイドレシーバーとしてプレーし、通算で11レシーブ、121レシーブ獲得ヤードを記録した。
その後は高校でアシスタントコーチを務めたり、NFLのフィラデルフィア・イーグルスのトライアウトに参加するなどしていた。

### WWE

#### NXTデビューとトリック・メロ・ギャング
2021年2月24日にWWEとデベロップメント契約を結び、WWEパフォーマンスセンターでトレーニングを開始した。9月14日のNXTにて、トリック・ウィリアムズのリングネームでデビュー。カーメロ・ヘイズと共にヒールタッグチーム「トリック・メロ・ギャング」を結成し、試合前のデューク・ハドソンを襲撃した。10月5日には初めて試合を行い、ヘイズと組んでフェイタル4ウェイ・エリミネーション方式のNXTタッグチーム王座戦に出場したが、敗れた。
2022年にはウェス・リーと抗争を繰り広げ、7月5日のPPV『ザ・グレート・アメリカン・バッシュ』で勝利したが、8月9日の再戦では敗れた。
2023年3月4日、ヒールターンしたブロン・ブレイカーに襲撃され、ヘイズと共にベビーターンした。8月1日、個人として結果を残すために、ヘイズにコンビ解散を持ちかけた。同月22日のPPV『ヒートウェイブ』ではイリヤ・ドラグノフに敗れた。9月26日にアクシオム、ドラゴン・リー、タイラー・ベイトとのフェイタル4ウェイマッチに勝利し、NXT北米王座への挑戦権を獲得。30日にPPV『NXTノー・マーシー』で行われた王座戦にてドミニク・ミステリオに勝利し、初戴冠した。その2日後にはNXT北米王者としてRawに初登場した。しかし、10月3日のミステリオとの王座戦ではジャッジメント・デイの面々からの妨害を受けて敗れ、史上最短で王座陥落した。16日には初めてメインイベントで試合を行ったが、チャド・ゲイブルに敗れた。その翌日にカーメロ・ヘイズ、ダイジャック、バロン・コービンのトリプルスレットマッチに急遽参戦する予定だったが、バックステージで何者かに襲撃され、欠場した。その後、31日に行われたPPV『ハロウィン・ハボック』にて、ヘイズとイリヤ・ドラグノフのNXT王座戦の試合中に突如現れる。ヘイズはウィリアムズに気を取られ、敗れた。12月9日、NXT王座の挑戦者を決めるアイアン・サバイバーチャレンジで勝利し、挑戦権を獲得した。
2024年1月2日のPPV『NXTニューイヤーズ・イビル』にてイリヤ・ドラグノフとの王座戦が行われる予定だったが、ドラグノフの負傷欠場により延期された。

#### シングル戦線へ
2024年2月4日のPPV『NXTベンジャンス・デー』にて、カーメロ・ヘイズと組んでダスティ・ローデス・タッグチーム・クラシック決勝でバロン・コービン、ブロン・ブレイカーと戦うも敗北。同日のメインイベントでは延期されていたイリヤ・ドラグノフとのNXT王座戦を行ったが、ここでも敗れた。この試合後にヘイズから裏切られてパイプ椅子で足を痛めつけられ、デビュー以来共闘してきたヘイズと決別することになった。また、翌週の放送では2023年10月にバックステージでウィリアムズを襲撃した犯人がヘイズであることが明らかになった。3月5日のPPV『NXTロードブロック』にて、NXT王座への挑戦者を決めるヘイズとトニー・ディアンジェロとのシングルマッチが行われた。この試合途中にウィリアムズの入場曲が流れるも本人は現れず、気を取られたヘイズは敗れた。試合後に背後からヘイズを襲撃した。4月6日のPPV『NXTスタンド&デリバー』でヘイズとのシングルマッチに勝利。翌週行われた金網マッチでも勝利し、ヘイズとの抗争は完全決着した。23日、特別番組『スプリング・ブレイキン』でイリヤ・ドラグノフとのNXT王座戦に勝利し、王座を初戴冠した。
2024年5月よりイーサン・ペイジとの抗争を開始。6月9日のPPV『NXTバトルグラウンド』にてペイジとの王座戦に勝利し、王座防衛した。7月7日のPPV『NXTヒートウェイブ』にてペイジ、ジェボン・エバンス、ショーン・スピアーズとフェイタル4ウェイマッチの王座戦を行ったが、ペイジがスピアーズをフォールし、敗れずして王座陥落した。
王座陥落後はピート・ダンとの抗争を開始。8月6日のPPV『NXTザ・グレート・アメリカン・バッシュ』にて、ダンとのシングルマッチに敗れた。9月1日のPPV『NXTノー・マーシー』ではイーサン・ペイジとジョー・ヘンドリーによるNXT王座戦の特別レフェリーを務めた。10日にピート・ダンとのラストマン・スタンディングマッチに勝利し、NXT王座への挑戦権を獲得。10月1日、NXTがCWテレビジョンネットワークと契約してロゴやリングが刷新された最初の大会でイーサン・ペイジとの王座戦（CMパンクが特別レフェリーを担当）に勝利し、2度目のNXT王座戴冠を果たした。
2025年2月、ヴェンジェンス・デイにてエディ・ソープにストラップ・マッチで敗れる。
2025年4月、スタンド&デリバーのメインイベントで3way形式のNXT王座戦に挑戦。しかしジェボン・エバンスと共にオバ・フェミに敗れ、王座獲得に失敗した。
2025年5月、バトルグラウンドでTNA世界王者のジョー・ヘンドリーに挑戦。ウィリアムが勝利し、NXTの所属ながらキャリア初のTNA世界王座を獲得した。

## 得意技

### フィニッシュ・ホールド
トリック・ショット
助走をつけてジャンプし、相手の顔面に叩き込む膝蹴り。

## 獲得タイトル
WWE
- NXT王座：2回
- NXT北米王座：1回
- アイアン・サバイバーチャレンジ優勝：1回（2023年）

TNA
- TNA世界王座：1回

| 年   | 2023 | 2024 |
| ---- | ---- | ---- |
| 順位 | 213  | 28   |